# Marco Tilio
Marco Tilio (Hurstville, 23 agosto 2001) è un calciatore australiano di origini italiane, attaccante del Melbourne City, in prestito dal Celtic, e della nazionale australiana.

## Caratteristiche tecniche
Gioca come ala destra.

## Carriera

### Club
Cresciuto nel settore giovanile del Sydney FC, debutta in prima squadra il 21 maggio 2019 in occasione dell'incontro di AFC Champions League perso 4-0 contro il Kawasaki Frontale.
Il 21 settembre 2020 viene acquistato dal Melbourne City.
Il 30 giugno 2023, Tilio viene acquistato a titolo definitivo dal Celtic, squadra della Scottish Premiership, con cui firma un contratto quinquennale. Nell'occasione, la sua cessione diventa la più redditizia nella storia di qualsiasi club della A-League, battendo il record stabilito da Jordan Bos solo alcune settimane prima.

### Nazionale
Nel 2021 viene convocato dalla nazionale olimpica australiana per prendere parte alle Olimpiadi di Tokyo. Debutta il 22 luglio in occasione dell'incontro contro l'Argentina.
Il 27 gennaio 2022 esordisce in nazionale maggiore nel successo per 4-0 contro il Vietnam.
Nel novembre 2022 viene inserito nella rosa dei 26 convocati per i Mondiali in Qatar.

## Statistiche
Statistiche aggiornate al 4 novembre 2024.

### Presenze e reti nei club
| Stagione              | Squadra               | Campionato            | Campionato | Campionato | Coppe nazionali | Coppe nazionali | Coppe nazionali | Coppe continentali | Coppe continentali | Coppe continentali | Altre coppe | Altre coppe | Altre coppe | Totale | Totale | Totale |
| Stagione              | Squadra               | Comp                  | Pres       | Reti       | Comp            | Pres            | Reti            | Comp               | Pres               | Reti               | Comp        | Pres        | Reti        | Pres   | Reti   |        |
| --------------------- | --------------------- | --------------------- | ---------- | ---------- | --------------- | --------------- | --------------- | ------------------ | ------------------ | ------------------ | ----------- | ----------- | ----------- | ------ | ------ | ------ |
| 2018-2019             | Sydney FC             | AL                    | 0          | 0          | CA              | 0               | 0               | ACL                | 1                  | 0                  |             | -           | -           | 1      | 0      |        |
| 2019-2020             | Sydney FC             | AL                    | 3          | 1          | CA              | 0               | 0               | ACL                | 2                  | 0                  |             | -           | -           | 5      | 1      |        |
| Totale Sydney FC      | Totale Sydney FC      | Totale Sydney FC      | 3          | 1          |                 | 0               | 0               |                    | 3                  | 0                  |             | -           | -           | 6      | 1      |        |
| 2020-2021             | Melbourne City        | AL                    | 22         | 2          | FFA             | 0               | 0               |                    | -                  | -                  |             | -           | -           | 22     | 2      |        |
| 2021-2022             | Melbourne City        | AL                    | 25         | 5          | FFA             | 1               | 0               | ACL                | 5                  | 3                  |             | -           | -           | 31     | 8      |        |
| 2022-2023             | Melbourne City        | AL                    | 29         | 10         | CA              | 2               | 0               |                    | -                  | -                  |             | -           | -           | 31     | 10     |        |
| 2023-gen.2024         | Celtic                | SP                    | 2          | 0          | SC+CdL          | 0               | 0               |                    | -                  | -                  | -           | -           | -           | 2      | 0      |        |
| feb.-giu. 2024        | Melbourne City        | AL                    | 4          | 1          | CA              | 0               | 0               |                    | -                  | -                  |             | -           | -           | 4      | 1      |        |
| 2024-2025             | Melbourne City        | AL                    | 3          | 1          | CA              | 1               | 0               |                    | -                  | -                  |             | -           | -           | 4      | 1      |        |
| Totale Melbourne City | Totale Melbourne City | Totale Melbourne City | 83         | 19         |                 | 3               | 0               |                    | 5                  | 3                  |             | -           | -           | 92     | 22     |        |
| Totale carriera       | Totale carriera       | Totale carriera       | 88         | 20         |                 | 3               | 0               |                    | 8                  | 3                  |             | -           | -           | 100    | 23     |        |

## Palmarès

### Club

#### Competizioni nazionali
- Campionato australiano: 2

Sydney FC: 2019-2020
Melbourne City: 2024-2025